# Заґужиці (Лодзинське воєводство)
Заґужиці (пол. Zagórzyce) — село в Польщі, у гміні Поддембиці Поддембицького повіту Лодзинського воєводства.
Населення — 160 осіб (2011).
У 1975-1998 роках село належало до Серадзького воєводства.

## Демографія
Демографічна структура станом на 31 березня 2011 року:
|          | Загалом | Допрацездатний вік | Працездатний вік | Постпрацездатний вік |
| -------- | ------- | ------------------ | ---------------- | -------------------- |
| Чоловіки | 80      | 17                 | 54               | 9                    |
| Жінки    | 80      | 17                 | 43               | 20                   |
| Разом    | 160     | 34                 | 97               | 29                   |